# تخصص وظيفي (دماغ)
يشير التخصص الوظيفي في الدماغ إلى أن المناطق المختلفة لها وظائف مخصصة مختلفة 

## الأصول التاريخية
فراسة الدماغ، الذي أنشأه فرانز جوزيف غال (1758-1828) ويوهان غاسبار سبورزهايم (1776-1832) والمعروفة بفكرة أن شخصية الفرد يمكن تحديدها من خلال اختلاف المعالم على جمجمته، واقترحت أن المناطق المختلفة في الدماغ لها وظائف مختلفة، وربما ترتبط بالسلوكيات مختلفة. وقد كان كل من غال وسبورزهايم أول من لاحظ تقاطع السُبل الهرمية، والذي فسر سبب أن ظهور الآفات في أحد نصفي الدماغ يظهر أعراضه في الجانب الآخر من الجسم. ومع ذلك لم يحاول غال وسبورزهايم تبرير فراسة الدماغ بناء على أسباب تشريحية. وقد قيل أن علم فراسة الدماغ كان في الأساس علم الأجناس. 

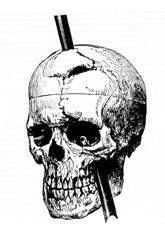
حادث فينس غيج

أصبح فينس غيج أحد أول دراسات الآفات عام 1848 عندما قاد ادي انفجار ما إلى دخول قضيب حديدي كبير بالكامل عبر رأسه، مما أدى إلى تدمير الفص الجبهي الأيسر، إلا أنه تعافى دون وجود أي عجز حسي أو حركي أو عجز إدراكي ظاهر، مع وجود تغيير جسيم في السلوك إلى درجة أن وصفه أصدقاؤه بأنه «لم يعد يجري غيج الذي نعرفه»، مما يشير إلى أن المناطق المتضررة هي مناطق معنية بـ«الوظائف العُليا» مثل الشخصية. ومع ذلك فإن التغييرات العقلية لغيج عادة ما يُبالغ فيها بشكل كبير في الاستعراضات الحديثة.
أعطت الحالات اللاحقة (مثل مريض منطقة بروكا) المزيد من الدعم لمذهب التخصص الوظيفي.

## النظريات الرئيسية للدماغ
يوجد في الوقت الحالي نظريتان رئيسيتان للوظيفة المعرفية في الدماغ. تدعم النظرية الأولى، نظرية الوحداتية، المستمدة من فراسة الدماغ وجود التخصص الوظيفي، وتقترح أن الوحدات المختلفة في الدماغ متخصصة في مجالات وظيفية محددة. تقترح النظرية الثانية، المعالجة الموزعة، أن الدماغ أكثر تفاعلية وأن مناطقه مترابطة وظيفيًا وليست متخصصة. يلعب كل توجه دورًا ضمن أهداف معينة متكاملة مع بعضها البعض (انظر أدناه قسم «التعاون»).

### الوحداتية
تقترح نظرية الوحداتية وجود مناطق متخصصة وظيفيًا في الدماغ، إذ تختص هذه المناطق بمجال معين من الوظائف المعرفية المختلفة. استطاع جيري فودور توسيع الفكرة الأولية لفراسة الدماغ من خلال وضعه نظرية وحداتية العقل. تشير نظرية وحداتية العقل إلى وجود مناطق عصبية مميزة معروفة باسم الوحدات، إذ يمكن تحديدها بالاعتماد على أدوارها الوظيفية في المعرفة. ترجع العديد من مفاهيم فودور للفلاسفة أمثال ديكارت، الذي كتب أن العقل مؤلف من «أعضاء» أو «ملكات نفسية». تشمل الأمثلة على مفهوم الوحداتية لدى فودور مختلف العمليات المعرفية مثل الرؤية، التي تتميز بالعديد من الآليات المنفصلة للون، والشكل والإدراك المكاني.
تنظر إحدى الآراء الأساسية في خصوصية المجال ونظرية الوحداتية بوصفهما نتيجة للاصطفاء الطبيعي وميزة من ميزات البنى المعرفية التي نمتلكها. يشير الباحثان هيرشفيلد وغيلمان إلى تطور العقل البشري بواسطة الاصطفاء الطبيعي، ما يوحي بإمكانية تطور الوظيفة المحسنة عند تمكنها من زيادة سلوك «القدرة على التكيف». تشير الأبحاث حول هذا المنظور التطوري إلى وجود دور لخصوصية المجال في التطور المعرفي نظرًا إلى سماحها للفرد بتحديد المشكلات التكيفية.
تكمن إحدى قضايا نظرية الوحداتية للعلوم العصبية المعرفية في وجود اختلافات تشريحية قشرية من شخص لآخر. على الرغم من أن جميع دراسات نظرية الوحداتية المنجزة مستمدة من دراسات الحالة حول الآفات، تكمن الفكرة من مثل هذه الدراسات في خلق خريطة وظيفية عصبية قابلة للتطبيق على جميع الأشخاص بشكل عام. بهدف استخلاص ذلك من دراسات الآفات وغيرها من دراسات الحالة، يتطلب الأمر تبني افتراض الشمولية، أي عدم وجود أي فروقات، على المستوى النوعي، بين الأفراد السليمين عصبيًا ممن يشاركون في الدراسة. على سبيل المثال، يُعتبر أي شخصين من المشاركين متماثلين عصبيًا في الأساس قبل إصابتهما بالآفات، ثم يتفردان بعد الإصابة بأنواع مختلفة من العجز المعرفي. قد يختبر الفرد 1 المصاب بآفة في المنطقة «إيه» من الدماغ تراجعًا وظيفيًا «إكس» دون اختباره أي تراجع في «واي»، بينما يظهر الفرد 2 المصاب بآفة في المنطقة «بي» انخفاضًا في القدرات «واي» دون تأثر «إكس»؛ تسمح مثل هذه النتائج باستخلاص العديد من الاستنتاجات حول تخصص الدماغ وتموضعه، ما يُعرف أيضًا باستخدام الانفصال المزدوج.
تكمن صعوبة هذه النظرية في كون المواقع داخل تشريح الدماغ متشابهة لدى الأفراد النموذجيين غير المصابين بآفات، إلا أنها غير متطابقة. ظهر دفاع قوي عن هذا العجز المتأصل في قدرتنا على التعميم عند استخدام تقنيات التموضع الوظيفية («إف إم آر آي»، و«بّي إي تي» وغيرها). يُستخدم النظامان تالايراش وتورنوكس ستيريوتاكسيك على نطاق واسع من أجل مقارنة نتائج الأفراد المشاركين في الدراسة لوضع دماغ قياسي باستخدام الخوارزميات بهدف علاج هذه المشكلة. تشمل الحلول الأخرى باستخدام الإحداثيات مقارنة الأدمغة بواسطة النقاط المرجعية التلمية. ظهرت تقنية أحدث إلى حد ما باستخدام المعالم الوظيفية، التي تستطيع دمج المعالم التلمية والتلفيفية (الشقوق والطيات في القشرة المخية) ثم إيجاد منطقة ذات وحدات معروفة بشكل جيد مثل باحة الوجه المغزلي. تعمل هذه المنطقة الاستدلالية بعد ذلك على توجيه الباحثين إلى القشرة المخية المجاورة.
قد تنشأ التطورات المستقبلية لنظريات الوحدات في علم النفس العصبي من «الطب النفسي الوحداتي». يشير هذا المفهوم إلى قدرة الفهم الوحداتي للدماغ وغيره من تقنيات التصوير العصبي المتقدمة على إيجاد تشخيص تجريبي للاضطرابات العاطفية والعقلية. تركز بعض الجهود الحالية على هذا الامتداد من نظرية الوحداتية فيما يتعلق بالاختلافات العصبية الجسمية، على سبيل المثال، لدى الأشخاص المصابين بالاكتئاب والفصام. حدد زيلاسيك وغايبل قائمة بالمتطلبات اللازمة في مجال علم النفس العصبي من أجل العمل باتجاه الطب النفسي العصبي:
1. جمع نظرة عامة كاملة عن الوحدات المفترضة للعقل البشري
2. تأسيس اختبارات تشخيصية خاصة بالوحدة (فيما يتعلق بالخصوصية، والحساسية والموثوقية)
3. تقييم مدى تأثر الوحدات الفردية، أو مجموعات الوحدات أو اتصالاتها بالحالات المرضية النفسية المعينة
4. اختبار بعض العلاجات الخاصة بالوحدة الجديدة مثل تدريب التعرف على التأثير الوجهي أو إعادة تدريب الوصول إلى المعلومات السياقية في حالات الأوهام والهلوسة، إذ قد يلعب «فرط الوحداتية» دورًا في هذه الحالات[7]

يمكن تطبيق دراسة الوظيفة الدماغية أيضًا في العلاجات المعرفية السلوكية. مع تقدم العلاج النفسي بشكل متزايد، يُعد التفريق بين العمليات المعرفية أمرًا هامًا من أجل اكتشاف مدى تناسبها مع علاجات المريض المختلفة. تظهر الأمثلة على ذلك بشكل محدد من الدراسات حول التخصص الجانبي بين نصفي الكرة المخية الأيمن والأيسر في الدماغ. يوفر التخصص الوظيفي لنصفي الكرة المخية نظرة هامة على الأشكال المختلفة من طريقتي العلاج السلوكي المعرفي، إذ تركز إحداهما على المعرفة اللفظية (الوظيفة الرئيسية في نصف الكرة المخية الأيسر) بينما تركز الأخرى على المعرفة المكانية أو التخيلية (الوظيفة الرئيسية في نصف الكرة المخية الأيمن). تضم الأمثلة على العلاجات التي تشمل التخيل وتتطلب نشاطًا في نصف الكرة المخية الأيمن كلًا من إزالة التحسس الجهازي والتدريب على إدارة القلق. تعتمد هذه التقنيتان العلاجيتان على قدرة المريض على استخدام التخيل البصري للتعامل مع الأعراض، مثل القلق، أو استبدالها. تضم الأمثلة على العلاجات السلوكية المعرفية التي تشمل المعرفة اللفظية وتتطلب نشاطًا في نصف الكرة المخية الأيسر في الدماغ كلًا من التدريب على التوجيه الذاتي والتدريب على التعامل مع التوتر. تركز كلا التقنيتين العلاجيتين على التصريحات الذاتية الداخلية للمرضى، التي تتطلب منهم استخدام المعرفة الصوتية. عند تحديد العلاج المعرفي الواجب تطبيقه، يجب النظر في الأسلوب المعرفي الأولي لدى المريض. يميل العديد من الأفراد إلى تفضيل التخيل البصري على التعبير النطقي والعكس صحيح. يمكن اكتشاف نصف الكرة المخية المفضل لدى المريض من خلال ملاحظة حركات العين الجانبية. تشير الدراسات إلى أن تحديق العين من شأنه عكس النشاط في نصف الكرة المخية للجانب المقابل لجهة التحديق. نتيجة لذلك، يميل الأفراد إلى تحريك عينيهم نحو اليسار عند طرح الأسئلة التي تتطلب التفكير المكاني عليهم، بينما يحرك الأفراد عادة عينيهم نحو اليمين عند طرح الأسئلة التي تتطلب التفكير اللفظي عليهم. بالنتيجة، تسمح هذه المعلومات للفرد باختيار التقنية العلاجية المعرفية السلوكية المثلى، ما من شأنه تحسين العلاج لدى كثير من المرضى.